# 古希臘語方言
| 西部群組: 多利亞 西北方言 | 中部群組: 伊歐里斯 阿卡狄亞-塞浦路斯 | 東部群組: 阿提卡 愛奧尼亞 |
| 亞該亞                    |                                      |                           |

古希臘語方言是古希臘語發展過程中所區分出來的各地方言之總稱。
大多數古希臘語方言現今只有銘文留存，但阿提卡方言、愛奧尼亞方言、伊歐里斯方言、多利亞方言中均有文學作品流傳於世。
有些文學體裁（詩歌）不採取某個特定的地方方言，而是糅合各種方言的文學語體，例如荷馬希臘語。

## 文學語體
多數希臘作家不以其出身地的當地方言寫作，而是依據其寫作的文學體裁選擇一種文學語體。主要的文學語體列表如下：
- 荷馬希臘語：以長短短六步格作成的古希臘史詩特定的文學語體。該語體以愛奧尼亞希臘語爲主體，但是也包涵伊歐里斯希臘語和阿卡狄亞-賽普勒斯的一些詞彙與變格形態。除了荷馬之外，羅德島的阿波羅尼奧斯以及農諾斯均以該方言寫作。
- 愛奧尼亞希臘語：是希臘輓歌固定使用的方言，代表作家有阿爾基羅庫斯以及西莫尼德斯。除此之外愛奧尼亞希臘語也有散文流傳於世，其中包括史家如希羅多德、醫學家如希波克拉底（但傳世之希波克拉底醫書多爲託名僞作）與帕門尼德等哲學家。
- 多利亞希臘語：是希臘合唱歌使用的方言，分爲以下幾種：

- 合唱歌希臘語：代表作家有出身拉科尼亞的阿爾克曼以及出身忒拜的品達（其方言由於其獨特性也稱爲品達希臘語）。
- 戲劇合唱歌希臘語：在雅典出身的劇作家的悲、喜劇的合唱部分使用（其他部分使用阿提卡希臘語，特點是刻意模仿古代合唱歌的方言，但是語言仍然以阿提卡希臘語爲主。
- 田園詩希臘語：在希臘化時代出身西西里的田園詩人作品中使用，創始人是忒奧克里托斯。

- 伊歐里斯希臘語：是抒情詩的方言，代表作家有萊斯博斯的莎芙、阿爾卡埃烏斯和玻俄提亞的科里納。

- 阿提卡希臘語：是絕大多數雅典出身的主要作家使用的方言，從修昔底德使用的較早期阿提卡希臘語到亞里士多德時期又可細分爲多種方言。

## 引用
1. ↑  Roger D. Woodard (2008), "Greek dialects", in: The Ancient Languages of Europe, ed. R. D. Woodard, Cambridge: Cambridge University Press, p. 51.